# Кондратьев, Фёдор Викторович
Фёдор Ви́кторович Кондра́тьев (17 февраля 1933, Москва, СССР — 15 января 2021) — советский и российский психиатр, публицист, судебный психиатр высшей квалификационной категории. Доктор медицинских наук (1973), профессор. Заслуженный врач России. Создатель многофакторной концепции механизмов формирования общественно-опасных действий «синдром — личность — ситуация».
Главный научный сотрудник (1959—2011) и руководитель судебно-психиатрического Экспертного отделения (1973—2003) Государственного научного центра социальной и судебной психиатрии им. В. П. Сербского. Профессор кафедры криминалистики юридического факультета Военного университета Министерства обороны Российской Федерации (1982—2006).

## Биография
Родился 17 февраля 1933 года в Москве, в семье медиков: отец — Кондратьев Виктор Алексеевич врач-терапевт, мать — эпидемиолог.
В 1951 году поступил в 1-й Медицинский институт, где на третьем курсе написал свою первую научную работу «Симптом счастливых сновидений при эндогенных депрессиях». После института два года работал в Московской психиатрической больнице имени П. П. Кащенко.
В 1959—2011 годах главный научный сотрудник и в 1973—2003 годы — заведующий судебно-психиатрическим экспертным отделением Государственного научного центра социальной и судебной психиатрии им. В. П. Сербского.
В 1964 году в Академии медицинских наук СССР защитил диссертацию на соискание учёной степени кандидата медицинских наук по теме «Клинические особенности и судебно-психиатрическая оценка в случаях медленно текущей шизофрении».
В 1968—1970 годы — старший научный сотрудник отдела психологии ВНИИФК.
В 1973 году в Центральном научно-исследовательском институте судебной психиатрии имени проф. В. П. Сербского защитил диссертацию на соискание учёной степени доктора медицинских наук по теме «Клинические особенности психопатоподобных расстройств при шизофрении и их судебно-психиатрическое значение».
В 1982—2006 годах — профессор кафедры криминалистики юридического факультета Военного университета Министерства обороны Российской Федерации. Читал полный курс судебной психиатрии.
В 1996 году от Министерства здравоохранения РФ был включён в состав разработчиков Федеральной целевой программы по усилению борьбы с преступностью (фрагмент о деструктивных культах), утверждённой Постановлением Правительства Российской Федерации от 17 мая 1996 года (№ 600).
Читал тематические лекции по шизофрении на кафедре социальной и судебной психиатрии ММА имени И. М. Сеченова и для ординаторов и аспирантов Центра им. В. П. Сербского, а также в рамках специализированных занятий для студентов МГОПУ имени М. А. Шолохова. На протяжении 25 лет был консультантом Московской областной психиатрической больницы им. В. И. Яковенко и ряд лет — Серпуховской психиатрической больницы.
Известен участием в судебно-психиатрической экспертизе А. Р. Чикатило и других серийных убийц, сатанистов, в том числе убийцы 3-х иноков монастыря Оптина Пустынь, полковника Ю. Д. Буданова и капитана 3-го ранга Бакшанского.
Подготовил 3 доктора и 20 кандидатов медицинских наук.

## Общественная деятельность
- Руководитель группы Министерства здравоохранения Российской Федерации по разработке материалов о негативных медико-социальных последствиях деятельности в России организаций, имеющих характер деструктивных, тоталитарных сект.[9]
- Член Совета по Безопасности Информации Общероссийского общественного движения «Российский Союз за здоровое развитие детей».[10]
- Член комиссии по реализации соглашения о сотрудничестве между Минздравом России и Московской патриархией Русской Православной Церкви.
- Член общественно-церковного совета по биоэтике при Московском Патриархате РПЦ.

## Отзывы
Историк-архивист, заслуженный работник культуры России, консультант Комиссии по реабилитации жертв политических репрессий при Президенте РФ А. С. Прокопенко в своей книге «Безумная психиатрия» отмечал, что «суть карательной психиатрии достаточно ясно показал доктор медицинских наук, руководитель отдела ГНЦ им. Сербского Ф. Кондратьев, который, возглавив группу независимых психиатров, на стыке 80—90-х годов попытался разобраться в закрытой до того для российской общественности проблеме. Особую роль в системе карательной психиатрии Ф. Кондратьев отводит бывшему ЦНИИСП им. Сербского, организация которого как головного судебно-психиатрического заведения восходит к 1921 году.» Прокопенко указывает, что «По мнению Ф. Кондратьева, Н. Хрущёв стал проводником постулата, заключавшегося в том, что только психически ненормальные люди при коммунизме будут совершать преступления и что только они способны выступить против социалистического строя.» и отмечает, что Кондратьев «солидный учёный, видел все это изнутри, был в 1980 году не кем иным, как куратором Казанской ТПБ, и сам испытывал на психическую крепость духа одного диссидента — А. Кузнецова, рабочего, чьи мытарства по кругам психиатрического ада длились с 1971 года по 1988-й». Прокопенко также замечает, что «Сам Ф. Кондратьев, не раз побывавший в Казани, предпочитает не рассказывать о виденном им самим. Он ссылается, например, начитанный им отчёт комиссии Минздрава СССР о состоянии больницы МВД „Сычевка“, что в Смоленской области: „Сычевская психиатрическая больница со строгим наблюдением не соответствует понятию больницы как учреждения органов здравоохранения“. Можно согласиться с учёным, что психиатрия колебалась вместе с линией КПСС; впрочем, с этой линией в стране колебалось все.».
Украинский судебный психиатр, кандидат медицинских наук А. И. Коротенко и Н. В. Аликина считают, что «школу А. В. Снежневского и его сотрудников, разработавших в 60-е годы диагностическую систему, в том числе и концепцию вялотекущей шизофрении, поддерживали Ф. В. Кондратьев, С. Ф. Семёнов, Я. П. Фрумкин и другие».

### Положительные
Кандидат медицинских наук М. Л. Белоусова отмечает, что концепция о том, что «социальная опасность больного не определяется диагнозом, а носит динамический характер и является результатом взаимодействия трех составляющих: психопатологического синдрома — личностных особенностей — ситуационных факторов» предложенная Г. В. Морозовым и Б. В. Шостаковичем «была подробно раскрыта Кондратьевым Ф. В.».
Кандидат медицинских наук О. И. Печенкина отмечает, что «Исходя из известных работ по генезу аутоагрессии и криминальной гетероагрессии (ООД), можно считать, что агрессивные действия при шизофрении обусловлены различными сочетаниями факторов в системе „синдром-личность-ситуация“, разработанной Ф. В. Кондратьевым»
Кандидат медицинских наук Н. С. Ангелова-Барболова отмечает, что «изучение качества жизни, имеет существенное значение: для профилактики агрессивных форм поведения у больных шизофренией, поскольку социальные факторы, наряду с заболеванием и действуя в системе „синдром-личность-ситуация“ непосредственным образом моделируют поведение больных».
Кандидат медицинских наук Н. Г. Батуева ставит Ф. В. Кондратьева в один ряд с теми учёными, чьи «исследования в судебной психиатрии проводятся на современном уровне — с позиций системного анализа, изучаются многофакторные закономерности формирования общественно опасного поведения лиц с психическими расстройствами, разрабатываются алгоритм диагностических и экспертных решений и типология криминальной агрессии».
Кандидат медицинских наук С. В. Кудеринов ставит Ф. В. Кондратьева в один ряд с теми учёными, чьи работы посвящены «исследованию нозологического фактора в генезе общественной опасности и вопросам профилактики ООД преимущественно у совершеннолетних пациентов».
Кандидат медицинских наук А. С. Порывай отмечает, что «Разрабатывается выделенный впервые Кондратьевым Ф. В. (1984, 1988 гг.) динамический комплекс, детерминирующий агрессивное поведение и ООД: синдром — личность — ситуация. Все составляющие данного комплекса подвержены влиянию различных экзогенных факторов.»
Кандидат медицинских наук А. Г. Расторгуев относит исследования Ф. К. Кондратьева к числу посвящённых изучению темы общественно опасного поведения психически больных, которая «остаётся одной из наиболее актуальных в судебной психиатрии». Он отмечает, что «в этих работах анализируются различные аспекты совершения ООД лицами с психическими расстройствами», а также, что «современные исследования в судебной психиатрии проводятся с позиции многофакторного системного анализа, изучается типология криминальной агрессии, а также взаимозависимость между общественно опасным поведением лиц с психическими расстройствами и клинико-ситуационными факторами». Расторгуев указывает что Ф. В. Кондратьевым «на основе концепции системного подхода разработана теория „синдром-личность-ситуация“, интегрирующая основные звенья, определяющие агрессивное поведение».
Кандидат медицинских наук Л. М. Миннетдинова относит Ф. В. Кондратьева к исследователям, которыми «создано самостоятельное направление, рассматривающее теоретические аспекты детерминации опасного поведения душевнобольных».
Кандидат медицинских наук Т. В. Ядрова отмечает, что в работах Ф. В. Кондратьева проводился анализ «общественно-опасных действий, совершенных лицами с психическими расстройствами алкогольного генеза»
Кандидат философских наук А. А. Мордвинов относит Ф. В. Кондратьева к исследователям которыми «в последнее время особое внимание уделяется деформациям в сфере духовно-нравственного бытия человека, которые обнаруживаются при исследовании деятельности новых религиозных движений».

### Критические
Директор Института религии и права религиовед Р. Н. Лункин в «Обращении Института религии и права по поводу преследований в отношении церкви „Новое поколение“ и опасности разжигания межрелигиозной вражды в Амурской области» утверждает, что статья Кондратьева «Современные культовые новообразования („секты“) как психолого-психиатрическая проблема» ставит своей основной целью «осуждение с антинаучных ксенофобских позиций религиозных движений, которые, с точки зрения автора, являются „нетрадиционными“».

Президент Независимой психиатрической ассоциации России Ю. С. Савенко отмечал, что «уровень антикультистской аргументации» Ф. В. Кондратьева, а также Ю. И. Полищука и П. И. Сидорова является «очевидным признаком упадка отечественной психиатрии». Как утверждает Савенко, в «Независимом психиатрическом журнале» описывались «примеры опоры на ненаучные источники, подмены мнения религиоведов собственными доморощенными изысками, прямых передергиваний и фальсификаций Кондратьевым даже МКБ-10 и позиции С. С. Корсакова». По мнению Савенко, позиция «Хассена — Кондратьева» является ненаучной, но число авторов, некритически её использующих, растёт. К таким авторам Савенко относит В. Э. Пашковского, А. В. Кураева, А. Л. Дворкина, Т. Б. Дмитриеву. Позднее в интервью С. Б. Филатову Савенко высказывал следующее мнение: 
Приблизительно к 2000 г. лидерство у психиатров-антикультистов перешло к Фёдору Кондратьеву. Кондратьев — сотрудник Государственного научного центра им. В. П. Сербского (ГНЦ), где возглавляет группу «По изучению деструктивного действия религиозных новообразований». ГНЦ им. Сербского, который и в советское время играл главную роль в использовании психиатрии в карательных целях, в последние несколько лет приобрёл громадные влияние и власть в психиатрии. Такой власти он не имел даже при коммунистах.
 Савенко заявляет, что «Кондратьев использует язык и аргументацию, не имеющие никакого отношения к психиатрии», и приводит в качестве примера высказывание Кондратьева: «Идеология культовых новообразований направлена на деструкцию национальной духовности, на её замену собственной системой ценностей. В отличие от традиционных религий (носящих характер „духовной симфонии“ в отношении с государством), культовые новообразования противостоят интересам государства в пассивной или активной форме, вплоть до использования своих адептов в шпионских и террористических актах» (брошюра «Проблема религиозных культовых новообразований („сект“) в психолого-психиатрическом аспекте», М., 2000, с. 7). Савенко также отмечает: «Кондратьев высказывает тревогу в связи с тем, что „неокультовые организации предпринимали попытки провести на выборах 1999 года в Государственную Думу и в региональные законодательные органы своих представителей“… эта тревога приводит его к убеждению, что „адепты неокультов теряют право на свободу вероопределения“ (там же, с. 59)»". И подытоживает: «Теперь это называется психиатрией».
Религиовед Е. Г. Романова в «Независимом психиатрическом журнале» упоминает о том, что Ф. В. Кондратьев, являющийся автором термина или «диагноза» «сектомания», высказывал предложения о контроле над членами новых религиозных движений путём «уголовного преследования и недобровольного стационирования в психиатрические клиники». Как утверждает Романова, представление членов НРД «в качестве этаких „людей второго сорта“ — „сектоманов“ по аналогии с наркоманами» является дискриминацией. Романова ставит следующие вопросы:
Есть ли в этих обвинениях нечто внутренне присущее только НРО и их членам, вызывающим у окружающих стойкое чувство необходимости специальных мер контроля и воздействия <…> Или в данном случае присутствует сознательное манипулирование информацией, направленное на формирование общественного мнения, поощряющего ограничения свободы верующих отдельных «неформальных» для нашей действительности религиозных объединений?
Кандидат философских наук А. Н. Раевский, отмечая, что «целый ряд авторов психологов, в основном конфессионально ориентированных, пишут о новых культах с исключительно негативных позиций», приводит в пример слова Кондратьева: «…современные тоталитарные культовые новообразования — это культы, использующие „духовную“, мистическую лексику для прикрытия методов тоталитарного воздействия на личность с целью её деструкции и последующего использования в собственного интересах».
Как заявляет социолог религии М. С. Штерин, ранее выступавший в качестве эксперта-свидетеля со стороны истцов в судебном процессе против А. Л. Дворкина, «ссылаясь на работу С. Левина, американского врача, Ф. В. Кондратьев и др. упустили его основной вывод: что участие в НРД следует связывать с проблемами взросления, в первую очередь, с ситуацией в семье». При этом, согласно Штерину, в действительности «Левин далек от того, чтобы во всем винить „культы“, и не принимает идею „контроля сознания“». Штерин делает вывод, что данный пример отражает «главную проблему с негативно-выборочным подходом к западным источникам. В них академическое и взвешенное обсуждение методологий, теорий, гипотез и, главное, эмпирических данных pro или contra подменяется политически перегруженными спекуляциями. Западная же критика антикультовых концепций огульно отвергается на том „научном“ оснований, что критики „ангажированы сектами“ (Кондратьев Ф. В. и др., 1998, с. 8)».
Правозащитник и журналист Александр Подрабинек, описывая в интернет-газете оппозиционной направленности «Грани.ру» случай принудительной госпитализации Михаила Косенко, участника так называемого «Болотного дела», осуществлённой на основании заключения экспертов Центра им. Сербского, и отмечая, что в защиту Косенко «аргументированно выступила Независимая психиатрическая ассоциация России (НПА), возглавляемая доктором Юрием Савенко», считает, что Ф. В. Кондратьев «не утруждает себя аргументами и профессиональным анализом дела Михаила Косенко». Подрабинек называет Кондратьева «одним из самых яростных проводников карательной психиатрии». Ссылаясь на утверждение о «движении к воскрешению советского стиля», сделанное Ю. Савенко в статье, посвящённой делу Косенко, Подрабинек заявляет, что это утверждение «замечательным образом подтвердил проф. Кондратьев в статье „Ю. Савенко — хулитель российской психиатрии“, размещенной 24 февраля на сайте Российского общества психиатров». В частности, по мнению Подрабинека, он подтвердил это своим высказыванием о том, что Савенко якобы работал на ЦРУ и был за это уволен из Института им. Сербского. Данное высказывание Подрабинек называет смешным, опираясь при этом на довод, что в конце 1970-е годы выявленных американских шпионов обычно расстреливали либо сажали в тюрьму на 15 лет. Подрабинек считает, что Кондратьев имеет ангажированную позицию по «тоталитарным сектам», так как «прославился именно психиатрическими злоупотреблениями в отношении религиозных меньшинств».

#### Ответы на критику
В статье «Савенко — хулитель российской психиатрии» Ф. В. Кондратьев отмечает, что:
В связи с беспокойством США относительно «ущемления прав религиозных меньшинств» я в 2001 года по просьбе сотрудников посольства США Dennis Curry (первый секретарь) и Howard Solomon (второй секретарь, политический отдел) дважды принимал их в Центре им. В. П. Сербского. В ответах на поставленные вопросы секретарям посольства было разъяснено, что в целом проблема новых религиозных движений не психиатрическая, но вместе с тем психиатрам по представлению правоохранительных и административных органов, законодательных и общественных организаций приходится проводить экспертизы или освещать вопросы о наличии или нет в деятельности конкретной культовой организации факторов риска причинения вреда психическому здоровью. Было обращено внимание на то, что выяснение факторов риска для здоровья ни в коем случае не предполагает какого-либо вмешательства психиатров в религиозные ориентации адептов даже тех неокультов, деятельность которых содержит этот риск. Сотрудники посольства США были ознакомлены с официальными документами, подтверждающими это утверждение. Также было обращено внимание сотрудников посольства США на развернутую грубую клеветническую кампанию по дискредитации официальной психиатрии, якобы занимающейся применением насильственных, «карательных» мер в отношении лиц, принадлежащих к религиозным меньшинствам. Секретари посольства США отметили, что данная встреча полностью изменила их представление по интересующей проблеме. Howard Solomon заявил, что «полученная информация дает основание иметь мнение о соблюдении в Центре им. Сербского прав человека и о целесообразности сотрудничества с Центром по гуманитарным вопросам». Таким образом, угроза экономических санкций в отношении России «за психиатрический террор» была снята. 

Кондратьев в интервью православному культурно-просветительскому сообществу «Переправа» по поводу статьи Подрабинека отметил, что 
Отвечать мне Подрабинеку в СМИ было бы недостойно, пусть он ответит суду в связи с моим иском о защите моей чести, достоинства и деловой репутации согласно ст. 152 ГК РФ.

## Научные труды

### Монографии
- Кондратьев Ф. В., Тихоненко В. А. и др. Глава „Этика в психиатрии“. // Биомедицинская этика. — М., Медицина, 1997. — С. 59—97. — 224 с.
- Кондратьев Ф. В. Медико-социальные последствия деструктивной деятельности тоталитарных сект. — М.:Изд. МЗ РФ, ГНЦССП им. В. П. Сербского, 1998. — 60 с.
- Кондратьев Ф. В., Шостакович Б. В. Глава „Современные проблемы судебной психиатрии“ // „Шизофрения и расстройства шизофренического спектра“. — М., 1998. — С. 167—178.
- Кондратьев Ф. В. Современные культовые новообразования („секты“) как психолого-психиатрическая проблема. — Белгород: Миссионерский отдел МП РПЦ, 1999. — 55 с.
- Кондратьев Ф. В., Осколкова С. Н. Проблема религиозных культовых новообразований („сект“) в психолого-психиатрическом аспекте (аналитический обзор). — М.: ГНЦ СиСП им. В. П. Сербского МЗ РФ, 2000. (копия)
- Кондратьев Ф. В., Осколкова С. Н. Теоретические и практические аспекты функционального диагноза шизофрении в судебной психиатрии. С. 31 — 59. // „Функциональный диагноз в судебной психиатрии“ — М., 2000.
- Кондратьев Ф. В. Глава „Православно-этические аспекты эвтаназии“. // „Православие и проблемы биоэтики“. М. 2001. — С. 27-32.
- Кондратьев Ф. В., Осколкова С. Н., Василевский В. Г. „Шизофрения и агрессия: новые ракурсы проблемы“ // Агрессия и психическое здоровье» под ред. акад. Т. Б. Дмитриевой и Б. В. Шостаковича. — СПб. Юридический центр Прес, 2002. — С. 132—173;
- Кондратьев Ф. В., Осколкова С. Н., Василевский В. Г. «Вопросы профилактики агрессивных действий больных шизофренией» // Агрессия и психическое здоровье" под ред. акад. Т. Б. Дмитриевой и Б. В. Шостаковича. — СПб. Юридический центр Прес, 2002. — С. 400—404
- Кондратьев Ф. В., Осколкова С. Н. «Ограниченная вменяемость при экспертных оценках шизофрении и шизотипическом расстройстве». // Ограниченная вменяемость. Второе дополненное и переработанное издание под ред. Т. Б. Дмитриевой и Б. В. Шостаковича. М., 2005. — С. 19-32.
- Кондратьев Ф. В. Значение качества жизни больных шизофренией в профилактике агрессивных опасных действий. — М.: Изд. МЗ РФ, ГНЦССП им. В. П. Сербского, 2005. — 48 с.
- Кондратьев Ф. В. Глава «О традиционной и нетрадиционной медицине». // «Православие и проблемы биоэтики». Вып. 2. «Жизнь». М., 2006. — С. 47 — 49.
- Кондратьев Ф. В. «Особенности самосознания больных шизофренией (к проблеме мотиваций агрессивного поведения психически больных)» // Агрессия и психические расстройства. / Под ред. Т. Б. Дмитриевой, Б. В. Шостаковича, А. А. Ткаченко. Том 1. М., 2006. — С. 80—103.
- Кондратьев Ф. В. Судьбы больных шизофренией: клинико-социальный и судебно-психиатрические аспекты. / Ф. В. Кондратьев; под ред. проф. В. С. Ястребова. — М. : Изд-во Юстицинформ, 2010. — 402 с. ISBN 978-5-9977-0014-9 (ошибоч.)
- Кондратьев Ф. В. "Правозащитное" злоупотребление психиатрией: (клинико-политическое представление истории российской психиатрии) / под ред. Ю. Д. Криворучко. — М. : Изд-во МБА, 2017. — 195, [3] с. ISBN 978-5-9500240-9-2

### Статьи
на русском языке
- Кондратьев Ф. В. Социокультуральный фон в России конца XX века и его феноменологическое отражение в психопатологии. // Социальная и клиническая психиатрия. Том 4, вып.2.- М., 1994.- C. 135 −139.
- Кондратьев Ф. В. Тоталитарные секты и их влияние на здоровье // Журнал «Врач». № 7. 1995. С. 39 — 41.
- Кондратьев Ф. В. Тоталитарные секты в современной России // Записки криминалистов. Изд. «Юрикон». Московск. госуд. юридич. академ. Вып. 5 М.1995. С. 183—193.
- Кондратьев Ф. В. Роль тоталитарных сект как нового патогеного фактора // Материалы XII Съезда психиатров России. М., 1995. — С. 77-88.
- Кондратьев Ф. В. Подсознательные формы коллективного реагирования и поведения в новых «конфессиональных» группах на современном социокультуральном уровне // Культуральные и этнические проблемы психического здоровья. Под ред. Т. Б. Дмитриевой и Б. С. Положего. М.,1996. С. 29-38.
- Кондратьев Ф. В. Квазирелигиозные учения и психическое здоровье//В кн., «Безопасность и здоровье нации в аспекте преступности» изд.: Криминологическая Ассоциация НИИ Проблем управления законности и правопорядка. М., 1996. С. 76 — 81.
- Кондратьев Ф. В. Духовные подмены. Общество. Преступность // Духовность. Правопорядок. Преступность. Материалы научно-практич. конференции МВД РФ 28 марта 1996. М. 1996. С. 218—222.
- Кондратьев Ф. В. Дианетика, сайентология, нарконон — вред духу, душе и телу // Журнал «Врач». №. 1. 1997. С. 37-39.
- Кондратьев Ф. В. Новая проблема социально-психологической экологии в России // сборник «Культуральные и этнические проблемы психического здоровья». Вып. II. Москва-Ижевск. 1997. С. 39 — 43.
- Кондратьев Ф. В. Новая этико-правовая сфера деятельности психиатра // «Реформы службы психического здоровья: проблемы и перспективы». Раздел «Право, этика, философия». Материалы Международно конференции 21-22 октября 1997 г. М., С. 164.
- Кондратьев Ф. В. Психиатрический аспект последствий деятельности современных культовых новообразований // «Российский психиатрический журнал». № 2. 1997. С. 25-30.
- Кондратьев Ф. В. Религиозность душевнобольного // Журнал «Врач». №. 3. 1997. С. 42-45.
- Кондратьев Ф. В. Фактор религиозности в аспекте причин и профилактики убийств //Материалы Второй международной конференции «Серийные убийства и социальная агрессия». Ростов-наДону, 15-17 сентября 1998 г. С.136- 138.
- Кондратьев Ф. В. «Медико-социальные последствия деструктивной деятельности тоталитарных сект» (аналитический обзор)// Изд. МЗ РФ. 1998 г.
- Кондратьев Ф. В. Ещё раз о проблеме культовых новообразований в психиатрическом аспекте // Российский психиатрический журнал. 4. 1998. С. 78 — 80.
- Кондратьев Ф. В., Осколкова С. Н., Василевский В. Г. Шизофрения и убийства: новые ракурсы проблемы. С. 142—173 // Агрессия и психическое здоровье / Гос. науч. центр соц. и судеб. психиатрии им. В. П. Сербского ; Под ред. Т. Б. Дмитриевой и Б. В. Шостаковича. — СПб. : Юридический центр Пресс, 2002. — 460 с. : ил. ; 22 см. — (Теория и практика уголовного права и уголовного процесса / Редкол.: Р. М. Асланов (отв. ред.) и др.). — 2 тит. л. на англ. яз. — Библиогр.: с. 448—460. — В надзаг. также: Ассоц. юрид. центр. — 1550 экз. — ISBN 5-94201-107-9
- Кондратьев Ф. В. Концепция многофакторного анализа социального поведения психически больных  // Российский психиатрический журнал. — 2010. — № 2. — С. 36-41. — Библиогр.: с. 41.
- Кондратьев Ф. В. Религиозность и психопатология. Аспекты взаимовлияния // Российский психиатрический журнал. — 2012. — № 5. — С. 5—13. Архивировано 1 февраля 2014 года.
- Кондратьев Ф. В. Клинико-политическое представление истории российской психиатрии // Психическое здоровье. — 2017. — Т. 15. — № 12 (139). — С. 84-93.
- Кондратьев Ф. В. Клинико-политическое представление истории российской психиатрии. Часть 2 // Психическое здоровье. — 2018. — Т. 16. — № 1 (140). — С. 84-93.
- Кондратьев Ф. В. Клинико-политическое представление истории российской психиатрии. Часть 3 // Психическое здоровье. — 2018. — Т. 16. — № 2 (141). — С. 109-119.

на других языках
- Actual problem and new faktors differential diagnosis in psychiatry // Changes in Psychiatry. XXXVIII Zjazd Psychiatrow Polskich. Wroclam. 1995. S. 77- 78.

## Экспертные заключения
- Печерникова Т. П., Кондратьев Ф. В., Орсенюк Т. М., Сафунов Ф. С. , Копейко Г. И., Василевский В. Г. Заключение № 1431—з комиссии комплексного экспертного психолого-психиатрического исследования деятельности организации «Фонд Новой Святой Руси» (Богородичный Центр). — М.: ГНЦСиСП имени В. П. Сербского, 28.12.1994 г.
- Кондратьев Ф. В., Бойко Ю. П., Лазебник Л. Б., Василевский В. Г., Смирнова Т. А., Виноградов И. Г., Кыров Н. Е.  Комплексное психолого-психиатрическое и медицинское экспертное заключение по исследованию деятельности «Гуманитарного Центра Хаббарда» и «Саентологической Церкви» от 30 июня 1999 года
- Заключение д. юрид. н., проф. Н. А. Михалевой и д. мед. н., проф. Ф. В. Кондратьева от 29.08.2008 по содержанию мультсериала «Папский городок»

## Публицистика
- * Кондратьев Ф. В. Ю. Савенко — хулитель российской психиатрии // Российское общество психиатров. — 23.02.2014. Архивировано 28 декабря 2014 года.